# Abacetus cavicola
Abacetus cavicola es una especie de escarabajo terrestre de la subfamilia Pterostichinae.  Fue descrito por Straneo en 1955. 